# غليندا جيلمور
غليندا جيلمور (بالإنجليزية: Glenda Gilmore)‏ هي مؤرخة أمريكية، ولدت في 1949.